# Crateromys
Crateromys és un gènere de rosegadors de la subfamília dels murins, format per quatre espècies vivents i una d'extinta.

## Etimologia
En anglès, són coneguts pel nom del seu hàbitat amb noms com ara Cloudrunner o Cloud rat (que vol dir corredor dels núvols i rata dels núvols respectivament).

## Distribució i hàbitat
El seu hàbitat són les selves del muntanya del nord de l'illa de Luzon.

## Descripció
Seguit de les espècies del gènere Phloeomys, aquestes espècies són els majors rosegadors de les Filipines. La longitud conjunta del seu cap i cos és varia entre 33 i 39 centímetres, als que s'han d'afegir entre 36 i 47 centímetres de cua.
El pelatge extremadament dens i llanós és molt variable en color, amb un predomini del marró o el negre a la part superior i el gris a la part inferior. Sovint presenten taques blanques o una àmplia franja horitzontal blanca a la zona de l'espatlla. La cua és molt peluda i esponjosa, fet que els distingeix de la resta de múrids.

## Ecologia
Es tracta d'animals nocturns que dormen en forats dels arbres durant el dia. Els seus crits són tan estridents i alts que recorden els auquenorincs. S'alimenten de l'escorça dels arbres, brots i fruites.

## Taxonomia
El gènere va ser descrit el 1895 per Oldfield Thomas. Actualment forma part de la divisió Phloeomys de la tribu dels fleominis. Inicialment només es va descriure una espècie: C. schadenbergi. A l'últim terç del segle xx, es van descriure les tres espècies vivents restants, que són molt poc freqüents. L'espècie extinta fou descrita al segle xxi.

### Espècies
- Crateromys australis[8]
- C. ballik †
- Crateromys heaneyi[9]
- Crateromys paulus[10]
- Crateromys schadenbergi

## Estat de conservació
De les quatre espècies reconegudes per la UICN, C. australis i C. paulus estan catalogades com dades insuficents, mentre C. heaneyi i C. shadenbergi estan catalogades en perill, atès que l'àrea de distribució és molt limitada i el bosc està amenaçat per la desforestació.
A causa del seu pelatge espès i llanós, aquestes espècies són caçades per alguns habitants locals, que venen la pell als mercats locals.